# BK Derby
BK Derby är en idrottsförening från Linköping bildad 15 april 1912. Föreningen har bland annat bedrivit fotboll, bandy, handboll, ishockey, bordtennis, innebandy och bowling.
Föreningen stiftades av Knut Stenkvist tillsammans med vännerna Erik ”Sotarn” Pettersson (sedermera ordförande), Thor ”Tossa” Zakrisson (sedermera center) och Helmer Ling (sedermera kassör). Namnet Derby kommer från ett cykelmärke som Stenkvist snappade upp i den cykelaffär där han jobbade. 
Vertikala grönsvarta ränder eller helgrönt är två klassiska tröjor. Sedan 1961 uppträder man i grönsvartrandiga tröjor, svarta byxor och vita strumpor.
Reservställ är helvitt.
Laget kallas för Rävarna.
Mesta hemmaplan historiskt sett är Folkungavallen. Detta gäller både fotboll, bandy och ishockey.
I dag spelas fotbollen på Karlbergsplan och bandyn på Stångebro IP.
I dag (2025) har klubben bara fotboll och bandy på programmet.

## Sporter

### Bandy
BK Derby startade upp bandysektionen 1919 och började snart utmana Linköpings AIK som då tillhörde storheterna i Sverige. Matcherna mot LAIK blev rena klubbkrigen då man såg det lite som en klasskamp. LAIK företräddes av de mer välsituerade i stan medan Derby var de vanliga jobbarnas klubb.  
22 matcher blev det lagen emellan och den sista heta derbymatchen spelades på nyårsdagen 1940. Derby vann med 16-2 och Astor Printz gjorde åtta mål. Astor gjorde för övrigt 20 säsonger med Derby och blev även landslagsman.
1924 vann man DM för första gången. I finalen slog man ett alltför segersäkert LAIK med 6-2.
1935 gick man upp i högsta serien Allsvenskan. En av kvalmatcherna spelades på kanaldammen i Berg där ena måldomaren plötsligt försvann genom isen. 
Den allsvenska premiären fick flyttas från Linköping till Tingvalla och det gynnade förstås motståndarna Karlstads-Göta som var regerande mästare. Derby gjorde en heroisk insats och föll med flaggan i topp. Laget möttes på Linköpings central av hundratals jublande fans. Men sejouren blev bara ettårig.
1940 i krigstider var Derby åter klart för Allsvenskan. Tyvärr var mer än halva laget uttagna för att försvara Sveriges gränser och man fick en tuff säsong. Bästa resultatet kom mot Slottsbron hemma. Stryk med "bara" 1-3 mot "Blåtomtarna" som gick obesegrade genom serien. 
Ett nytt besök var ett faktum 1949. I kvalet slog man bl.a. Tranås BoIS hemma med 3-0 inför den nya rekordpubliken 4290 personer. Men säsongen blev tung. Samma målkvot som 1940 och 1-2 i jumbofinalen mot Hammarby betydde degradering direkt igen.
1955 var det klart för högsta serien för fjärde gången. Till premiären kom 5732 åskådare för att se Derby få stryk med hela 0-7 mot Örebro SK. Mot AIK hemma vann man med 3-1 men nyckelmatcherna mot Katrineholms SK och Lesjöfors IF förlorades oturligt. Inte heller denna säsong lyckades man hänga kvar.
Åren 1982-2003 uppträdde bandylaget under namnet Stångebro BK och var på damsidan i SM-final under det namnet 1986 och 1987, men förlorade båda gångerna mot Boltic. Sedan återtog man namnet BK Derby och de grönsvarta tröjorna.
2005/2006 är klubbens senaste besök i högsta serien. Inte heller denna gång lyckas man etablera sig utan laget åkte ur med ganska stor marginal. Två segrar tog man i alla fall, bägge på Stångebro IP. Mot Vetlanda BK med 5-4 och mot BolticGöta med 9-7.
Inför säsongen 2008/2009 beslutade klubben att på grund av brist på starkt spelarmaterial dra sig ur Allsvenskan - som inför säsongen 2007/2008 blivit Sveriges andra division - och istället spela i division 1. Tranås BoIS tog friplatsen.

### Bordtennis
Bordtennissektionen såg dagens ljus 1929-30. Redan första säsongen blev klubben Svenska Mästare för tremannalag. Mellan 31 och 34 tog Derby ytterligare elva SM-tecken. Tre i lagspel, fyra i dubbel och fyra i singel.
Stjärnor på den här tiden var bl.a. Gusten "Kula" Johnsson, Olle Ekman och Valter "Kolle" Kolmodin. Den sistnämnda anses vara Sveriges första storspelare.
Östergötland var dominerande under dessa år och DM var lika svårt att vinna som SM. Derby har sju DM-tecken totalt.
1930 bjöd Derby in världsmästarlaget MTK Budapest till Linköping för en klubbmatch. Kolmodin och Johnsson vann i dubbeln mot regerande världsmästarna Barna/Szabados till publikens förtjusning. 700 personer hade trängt sig in i Cirkus och man rapporterade om att "taket nästan lyfte". Totalt slutade matchserien med knappa 6-4 till ungrarna.
1932 arrangerade klubben SM i gamla Cirkusbyggnaden.
1935 gick sektionen upp i BTK 30 då spelarna trodde sig få bättre stöd i specialklubben. Så blev dock inte fallet och i mitten av 40-talet försvann även BTK 30.
1951 startade Derby åter upp bordtennisen. Tanken var att laget snabbt skulle kvalificera sig för Allsvenskan och man marscherade ganska omgående upp till division 2 (från fyran). 
1954 spelade man division 2-final och var bara en enda poäng från att ta klivet upp i högsta serien.
Samma år arrangerade klubben en stjärngala i Folkets hus med deltagande av bl.a. Tage Flisberg - då VM-tvåa. 800 personer gick det att pressa in och hundratals blev kvar utanför. Behovet av en sporthall var skriande (se även handboll nedan).
1957, när sporthallen stod klar, arrangerade Derby tillsammans med Parca svenska mästerskapen igen. Över 2500 åskådare löste entré.
1959 lades sektionen ner igen. Bristen på ledare var främsta orsaken.

### Bowling
Derby startade upp bowlingen 1957. Man spelade i division 3 fram tills 1962 då man vann serien. Smått sensationellt vann man direkt även tvåan. I division 1 blev klubben bara kvar en säsong. Sven Kristoffersson var bäst i landet i en omgång mot BK 46 där han tog 879 poäng.
Sektionen avvecklades 1968.

### Fotboll
Den första matchen spelades 1913 mot Åtvidabergs FF på bortaplan. Derby vann med 7-4. 1916 blev klubben invald i Riksidrottsförbundet. 1921 spelade man den första matchen mot internationellt motstånd då danska B 93 var på besök på Folkungavallen och vann med 4-2. 1922 vann laget Östgötaserien. 1924 vann man Distriktsmästerskapet för första gången efter finalseger mot IK Sleipner med 1-0. 1925 spelade Derby SM-final i fotboll. Mästerskapet avgjordes på den tiden i cupform och Derby förlorade finalen mot Brynäs IF med 2-4. Nästa framgång blev segern i Division 3 mellansvenskan 1929.
1945 vann Derby Div 3 mellansvenskan norra. 1946 vann Derby mot Newcastle United FC på Folkungavallen med 1-0. 1949 slog Derby och Motala AIF publikrekord för division fyra-fotboll. 5927 personer passerade vändkorsen på Folkungavallen. 1951 vann Derby Division 4. 1952 lyckades man knyta till sig Kalman Konrad som tränare och vann 1953 Div 3 mellansvenska södra. 1956 var brasilianska mästarna Clube de Regatas do Flamengo på Sverigeturné. På Vallen får över 8000 åskådare sensationellt bevittna ett något förstärkt Derbylag vinna med 3-0. 1957 spelade man inför den högsta publiksiffran i klubbens historia. 25 000 såg på när laget gästade FSV Zwickau i Östtyskland.
Derby vann Div 3 nordöstra Götaland 1966, 1971 och 1974. 1976 vann man division 2 norra och gick upp i Allsvenskan. I högsta serien tog laget 12 poäng på 26 matcher och kom på 14:e och sista plats. En av spelarna, Ruben Svensson, blev senare svensk mästare och UEFA-cupvinnare i IFK Göteborg. Ruben och blivande landslagschefen Lars Richt spelade samtliga matcher i Allsvenskan. Det gjorde även Anders Wickman, Ulf Spångberg och Håkan Lundström. 
1981 sammanslogs fotbollssektionen med lokalrivalen IF Saab. Tanken var att skapa ett slagkraftigare lag i Linköping. Alla inblandade var överens om att laget skulle heta Derby/Saab och under en tid uppträda i vita tröjor med en grön rand. Sedan skulle namnet BK Derby återtas och laget skulle uppträda i de klassiska grönsvarta tröjorna. Detta hände dock aldrig utan istället kuppades ett nytt lag fram tvärtemot vad som bestämdes på årsmötet 1982. Byggherren Erling Sandberg, Thomas Jönsson, Sam Wellborg och Roland Willgert var herrarna som stiftade Linköpings FF ur BK Derby och IF Saab. Hela Derbys supporterklubb drog sig då ur. 1984 startade man därför upp på nytt då många Derbyanhängare var missnöjda med fusionen. 
Klättringen uppåt i seriesystemet började redan första året då man lämnade division 6 och sedan vann (efter två försök) division 5 1986 och division fyra 1987. Sedan tog det stopp på Sveriges tredje nivå. Efter detta har klubben inte varit högre än division 3 (nivå 5). 2002 vann man division 6 södra och division 4 östra 2007. Division 4 västra vann man 2012. 2004 gick man samman med BK Wolfram. Laget behöll Derbys tröjor och namn.
Klubben har blivit Östgötamästare 10 gånger.
2023 vinner Derby sin division 5-serie och spelar 2024 i division 4 västra.

### Handboll
BK Derby bildade 1930 en handbollssektion. Efter några trevande år vann laget Östgötaserien klass 2 1935. 
1937 hade Östgötaserien klass 1 fått status som division 2-serie. Då Derby lyckades vinna även denna befann man sig plötsligt i allsvenskt kval. Man slog IFK Örebro hemma med 21-17 men nästa match mot Uppsalastudenterna borta (5-11) krockade med en bandymatch. Även bandylaget befann sig i kvalspel och det blev tufft för grabbarna som dubblerade. Den tredje och sista kvalmatchen förlorades med 9-12 mot Swithiod.
Stjärnor på denna tiden var Sven Gustafson, Birger "Biggan" Jonsson och Erik "Råtta" Johansson. 
1939 värvar man Harald "Haren" Karlsson som blev en viktig spelare och tränare för klubben under mer än 20 år. 
I början av 1950-talet vann man junior-DM fem år i följd.
1956 stod äntligen Linköpings Sporthall färdig och den var efterlängtad bland grabbarna som tidigare huserat i lilla Lv 2-hallen. På division 2-premiären kommer 2144 åskådare och ser Derby vinna med 18-10 mot Köpings IS. Laget slutar tvåa i serien.
1959 sätter klubben ett oslagbart rekord i Sporthallen. 3076 betalande kommer för att se Derby överraskande förlora mot Köpings IS. Efter detta bestämmer brandmyndigheterna att endast 2800 personer får vistas i hallen samtidigt. Idag är kapaciteten 2200.
IF Saab - som senare även skulle vinna SM-guld - började i slutet av 50-talet bli en svår konkurrent och när Derby förlorade dragkampen om Stig Lennart Ohlsson började Saab glida ifrån. Det var trots allt hårda och jämna derbymatcher långt in på 60-talet.
Handbollssektionen var aktiv ända fram till 1999.

### Innebandy
BK Derby Innebandy existerade mellan 1994 och 2002. Herrlaget spelade som högst i division 2. 

### Ishockey
Ishockeysektionen startades 1940 och första säsongen blev man trea (av fyra lag) i Linköpingsserien. 
Efter tre andraplaceringar i rad i Östgötaserien division 3 blev det 1945 serieseger. Efter två år åkte man ur.
1951 vann man serien men missade kvalet. 1952 blev man seriesegrare igen och gick upp i tvåan. Men laget åkte ur direkt.
1954 kunde man bokföra ännu en serieseger och nu lyckades Derby etablera sig någorlunda.
1956 hamnade man så högt upp som en andraplacering i division 2. Laget var bara en enda poäng från allsvenskt kval. Derby var bättre än BK Kenty, idag mera känt som Linköpings HC.
1957 åkte man ur för att året efter genast gå upp igen.
Men kivandet om spelarna mellan bandylaget och hockeylaget blev till slut ohållbar för ishockeysektionen. 1960 beslutade man att lägga ner.
Bernt "Braxen" Göransson spelade samtliga år som sektionen existerade. En slitstark kille som även var nyttig i fotbollslaget.
Fred Eriksson var en annan omtyckt Derbylirare som blev allsvensk i FYRA olika sporter. Nämligen i fotboll (med AIK), bandy (Derby), ishockey (AIK) och i handboll (Stockholm Göta). Den bedriften har bara Fred, Axel "Acke" Ericsson och Sven "Svenne Berka" Bergqvist klarat av.